# Drunk Horse
Drunk Horse — стоунер-рок / хард-рок гурт з Окленда, Каліфорнія, створений у 1998 році.

## Історія
Гурт Drunk Horse створено у 1998 році гітаристом/співаком/композиторм Елі Екертом (колишній учасник місцевого гараж-панк гурту The Pants), барабанщиком Крісом Джонсоном (він же Кріп Джергенсен), гітаристом Джоном Найлзом і басистом Сайрусом Коміскі.
Екерт, Джергенсен і Найлз навчалися в одній початковій школі.
Гурт Drunk Horse випустив кілька альбомів на лейблі Man's Ruin Records: Drunk Horse (1999 рік), Tanning Salon/Biblical Proportions (2001 рік). Після того, як лейбл Man's Ruin Records припинив роботу, гурт перейшов до лейбла Tee Pee Records. На лейблі Tee Pee Records вийшли альбоми: Adult Situations (2003 рік), In Tongues (2005 рік). У 2003 році, після виходу альбому Adult Situations, з гурту пішов гітарист Джон Найлз. Учасники гурту Drunk Horse звернулися за допомогою до пари друзів, залучивши гітариста гурту F-king Champs, Джоша Сміта (Josh Smith) та мультиінструменталіста Джоела Робіноу (Joel Robinow).
Альбом In Tongues отримав одні з найкращих рецензій за всю кар'єру гурту.
Крайній альбом гурту, Live in Utah (2014 рік), вийшов на лейблі Silver Current Records.
Гурт Drunk Horse гастролював у США та Європі. Гурт кілька разів виступав на фестивалі South by Southwest в Остіні, Техас.
Гурт ніколи не оголошував про розрив, всі учасники були в хороших стосунках. У 2019 році гурт Drunk Horse був запрошений організаторами щорічного триденного фестивалю Stumpfest, в Портленді, штат Орегон. У тому ж році гурт провів ще кілька концертів.

## Інші проекти
Музиканти гурту Drunk Horse переходили до нових проектів.
Сайрус Коміскі кілька років записувався і гастролював з відомим оклендським хеві-метал гуртом Saviours. А також виступав в гуртах Howlin Rain та Smokers.
Елайджа Екерт і Джоел Робіноу виступали в гуртах Howlin Rain, Once and Future Band.
Кріп Джергенсен грав у гуртах Andy Human and the Reptoids та Feral Ohms.

## Склад гурту

### Поточний
- Сайрус Коміскі (Cyrus Comiskey) — бас-гітара,
- Кріп Джергенсен (Cripe Jergensen) — барабани,
- Елайджа Екерт (Eli Eckert) — вокал/гітара,
- Джоел Робіноу (Joel Robinow) — мульти-інструменталіст.

### Колишній
- Джон Найлз (John Niles) — гітара,
- Ісайя Мітчелл (Isaiah Mitchell) — гітара,
- Джош Сміт (Josh Smith) — гітара.

## Дискографія

### Альбоми
- Drunk Horse CD, Man's Ruin Records (1999)
- Drunk Horse LP, Man's Ruin Records/Oakland Pants Factory (1999)
- Tanning Salon/Biblical Proportions CD, Man's Ruin Records (2001)
- Adult Situations CD, Tee Pee Records (2003)
- In Tongues CD/LP, Tee Pee Records/Wantage USA (2005)
- Live in Utah CD, Silver Current Records (2014)

### Сингли/Мініальбоми
- Bambi/Dirty Mind 7", Wantage USA
- Unearthed Gems Vol. 2 7"
- "Independent Type / Joint of Lamb" Split Single w/ The Feather (Delboy Records) 2004

### Збірні виступи
- Oakland The Secret is Out "One Track Woman" CD, Warm and Fuzzy Records
- Port Lite Compilation "Secret Ingredient" CD, Food Stamp Records (2000)
- Right In The Nuts: A Tribute to Aerosmith "Kings and Queens" CD, Man's Ruin Records
- Wantage USA's 21st Release Hits Omnibus 2XCD, Wantage USA

## Вплив
Роман автора Неда Візіні (Ned Vizzini), Be More Chill, про хлопця, який приймає таблетку під назвою «squip», яка робить його крутішим, був частково натхненний піснею «AM/FM Shoes» з альбому Tanning Salon/Biblical Proportions. Він пише, що пісня ""AM/FM Shoes" — про хлопця, який почувається невдахою, за винятком того, що у нього є спеціальні AM/FM радіо-черевики, і коли він їх взуває, він стає найкрутішим хлопцем у світі".